# Luigi Oggiano
Luigi Oggiano, conosciuto anche come Luisu Oggianu in sardo, (Siniscola, 7 gennaio 1892 – Nuoro, 19 gennaio 1981), è stato un politico e avvocato italiano.
Assieme ad Emilio Lussu e Camillo Bellieni fu tra i fondatori del Partito Sardo d'Azione.